# Saison 1983-1984 de la LNH
Saison précédente Saison suivante
La saison 1983-1984 est la 67e saison régulière de la Ligue nationale de hockey. Vingt-et-une équipes ont joué chacune 80 matchs. 
Auparavant, en cas d'égalité à la fin du temps réglementaire, la partie est déclarée nulle. Cette saison, la ligue décide de mettre en place une prolongation de cinq minutes ; la première équipe à marquer est alors déclarée gagnante. Si les équipes ne se départagent toujours pas, le match est alors arrêté et déclaré nul.
Les prolongations pour les séries éliminatoires restent, quant à elles, inchangées.

## Saison régulière
Après 417 puis 424, le record de buts inscrits par une équipe en une saison est une nouvelle fois battu par les Oilers d'Edmonton et leur nouveau capitaine Wayne Gretzky. Celui-ci dépasse encore une fois les normes en marquant au moins un point à chaque match pendant les 51 premiers matchs de la saison : 61 buts et 92 passes en 51 parties soit une moyenne de trois points par match. Logiquement, il gagne son 4e trophée Art-Ross et son 5e trophée Hart consécutifs.

### Classements finaux

#### Association Prince de Galles
| Clt   | Équipe                | PJ | V  | D  | N  | BP  | BC  | Pts |
| ----- | --------------------- | -- | -- | -- | -- | --- | --- | --- |
| +001, | Bruins de Boston      | 80 | 49 | 25 | 6  | 336 | 261 | 104 |
| +002, | Sabres de Buffalo     | 80 | 48 | 25 | 7  | 315 | 257 | 103 |
| +003, | Nordiques de Québec   | 80 | 42 | 28 | 10 | 360 | 278 | 94  |
| +004, | Canadiens de Montréal | 80 | 35 | 40 | 5  | 286 | 295 | 75  |
| +005, | Whalers de Hartford   | 80 | 28 | 42 | 10 | 288 | 320 | 66  |

| Clt   | Équipe                 | PJ | V  | D  | N  | BP  | BC  | Pts |
| ----- | ---------------------- | -- | -- | -- | -- | --- | --- | --- |
| +001, | Islanders de New York  | 80 | 50 | 26 | 4  | 357 | 269 | 104 |
| +002, | Capitals de Washington | 80 | 48 | 27 | 5  | 308 | 226 | 101 |
| +003, | Flyers de Philadelphie | 80 | 44 | 26 | 10 | 350 | 290 | 98  |
| +004, | Rangers de New York    | 80 | 42 | 29 | 9  | 314 | 304 | 93  |
| +005, | Devils du New Jersey   | 80 | 17 | 56 | 7  | 231 | 350 | 41  |
| +006, | Penguins de Pittsburgh | 80 | 16 | 58 | 6  | 254 | 390 | 38  |

#### Association Clarence Campbell
| Clt   | Équipe                   | PJ | V  | D  | N  | BP  | BC  | Pts |
| ----- | ------------------------ | -- | -- | -- | -- | --- | --- | --- |
| +001, | North Stars du Minnesota | 80 | 39 | 31 | 10 | 345 | 344 | 88  |
| +002, | Blues de Saint-Louis     | 80 | 32 | 41 | 7  | 293 | 316 | 71  |
| +003, | Red Wings de Détroit     | 80 | 31 | 42 | 7  | 298 | 323 | 69  |
| +004, | Black Hawks de Chicago   | 80 | 30 | 42 | 8  | 277 | 311 | 68  |
| +005, | Maple Leafs de Toronto   | 80 | 26 | 45 | 9  | 303 | 387 | 61  |

| Clt   | Équipe               | PJ | V  | D  | N  | BP  | BC  | Pts |
| ----- | -------------------- | -- | -- | -- | -- | --- | --- | --- |
| +001, | Oilers d'Edmonton    | 80 | 57 | 18 | 5  | 446 | 314 | 119 |
| +002, | Flames de Calgary    | 80 | 34 | 32 | 14 | 311 | 314 | 82  |
| +003, | Canucks de Vancouver | 80 | 32 | 39 | 9  | 306 | 328 | 73  |
| +004, | Jets de Winnipeg     | 80 | 31 | 38 | 11 | 340 | 374 | 73  |
| +005, | Kings de Los Angeles | 80 | 23 | 44 | 13 | 309 | 376 | 59  |

- Champion de la saison régulière
- Qualifié pour les séries éliminatoires

### Meilleurs Pointeurs
| Joueur         | Équipe                | PJ | B  | A   | Pts | Pun |
| -------------- | --------------------- | -- | -- | --- | --- | --- |
| Wayne Gretzky  | Edmonton              | 74 | 87 | 118 | 205 | 39  |
| Paul Coffey    | Edmonton              | 80 | 40 | 86  | 126 | 104 |
| Michel Goulet  | Québec                | 75 | 56 | 65  | 121 | 76  |
| Peter Šťastný  | Québec                | 80 | 46 | 73  | 119 | 73  |
| Mike Bossy     | Islanders de New York | 76 | 51 | 67  | 118 | 8   |
| Barry Pederson | Boston                | 80 | 39 | 77  | 116 | 64  |
| Jari Kurri     | Edmonton              | 64 | 52 | 61  | 113 | 14  |
| Bryan Trottier | Islanders de New York | 68 | 40 | 71  | 111 | 59  |
| Bernie Federko | Saint-Louis           | 79 | 41 | 66  | 107 | 43  |
| Rick Middleton | Boston                | 80 | 47 | 58  | 105 | 14  |

## Séries éliminatoires de la Coupe Stanley

### Tableau récapitulatif
|  | Demi-finales de division     | Demi-finales de division | Demi-finales de division |   |                          | Finales de division      | Finales de division | Finales de division |  |    | Finales d'association    | Finales d'association | Finales d'association |  |    | Finale de la Coupe Stanley | Finale de la Coupe Stanley | Finale de la Coupe Stanley |
|  |                              |                          |                          |   |                          |                          |                     |                     |  |    |                          |                       |                       |  |    |                            |                            |                            |
|  | A1                           | Bruins de Boston         | 0                        |   |                          |                          |                     |                     |  |    |                          |                       |                       |  |    |                            |                            |                            |
|  | A4                           | Canadiens de Montréal    | 3                        |   |                          |                          |                     |                     |  |    |                          |                       |                       |  |    |                            |                            |                            |
|  | A4                           | Canadiens de Montréal    | 3                        |   | A4                       | Canadiens de Montréal    | 4                   |                     |  |    |                          |                       |                       |  |    |                            |                            |                            |
|  |                              |                          |                          |   | A4                       | Canadiens de Montréal    | 4                   |                     |  |    |                          |                       |                       |  |    |                            |                            |                            |
|  |                              | A3                       | Nordiques de Québec      | 2 |                          |                          |                     |                     |  |    |                          |                       |                       |  |    |                            |                            |                            |
|  | A2                           | A3                       | Nordiques de Québec      | 2 | Sabres de Buffalo        | 0                        |                     |                     |  |    |                          |                       |                       |  |    |                            |                            |                            |
|  | A2                           |                          |                          |   | Sabres de Buffalo        | 0                        |                     |                     |  |    |                          |                       |                       |  |    |                            |                            |                            |
|  | A3                           | Nordiques de Québec      | 3                        |   |                          |                          |                     |                     |  |    |                          |                       |                       |  |    |                            |                            |                            |
|  | A3                           | Nordiques de Québec      | 3                        |   |                          |                          |                     |                     |  | A4 | Canadiens de Montréal    | 2                     |                       |  |    |                            |                            |                            |
|  | Association Prince de Galles |                          |                          |   |                          |                          |                     |                     |  | A4 | Canadiens de Montréal    | 2                     |                       |  |    |                            |                            |                            |
|  |                              | P1                       | Islanders de New York    | 4 |                          |                          |                     |                     |  |    |                          |                       |                       |  |    |                            |                            |                            |
|  | P1                           | P1                       | Islanders de New York    | 4 | Islanders de New York    | 3                        |                     |                     |  |    |                          |                       |                       |  |    |                            |                            |                            |
|  | P1                           |                          |                          |   | Islanders de New York    | 3                        |                     |                     |  |    |                          |                       |                       |  |    |                            |                            |                            |
|  | P4                           | Rangers de New York      | 2                        |   |                          |                          |                     |                     |  |    |                          |                       |                       |  |    |                            |                            |                            |
|  | P4                           | Rangers de New York      | 2                        |   | P1                       | Islanders de New York    | 4                   |                     |  |    |                          |                       |                       |  |    |                            |                            |                            |
|  |                              |                          |                          |   | P1                       | Islanders de New York    | 4                   |                     |  |    |                          |                       |                       |  |    |                            |                            |                            |
|  |                              | P2                       | Capitals de Washington   | 2 |                          |                          |                     |                     |  |    |                          |                       |                       |  |    |                            |                            |                            |
|  | P2                           | P2                       | Capitals de Washington   | 2 | Capitals de Washington   | 3                        |                     |                     |  |    |                          |                       |                       |  |    |                            |                            |                            |
|  | P2                           |                          |                          |   | Capitals de Washington   | 3                        |                     |                     |  |    |                          |                       |                       |  |    |                            |                            |                            |
|  | P3                           | Flyers de Philadelphie   | 0                        |   |                          |                          |                     |                     |  |    |                          |                       |                       |  |    |                            |                            |                            |
|  | P3                           | Flyers de Philadelphie   | 0                        |   |                          |                          |                     |                     |  |    |                          |                       |                       |  | P1 | Islanders de New York      | 1                          |                            |
|  |                              |                          |                          |   |                          |                          |                     |                     |  |    |                          |                       |                       |  | P1 | Islanders de New York      | 1                          |                            |
|  |                              | S1                       | Oilers d'Edmonton        | 4 |                          |                          |                     |                     |  |    |                          |                       |                       |  |    |                            |                            |                            |
|  | N1                           | S1                       | Oilers d'Edmonton        | 4 | North Stars du Minnesota | 3                        |                     |                     |  |    |                          |                       |                       |  |    |                            |                            |                            |
|  | N1                           |                          |                          |   | North Stars du Minnesota | 3                        |                     |                     |  |    |                          |                       |                       |  |    |                            |                            |                            |
|  | N4                           | Black Hawks de Chicago   | 2                        |   |                          |                          |                     |                     |  |    |                          |                       |                       |  |    |                            |                            |                            |
|  | N4                           | Black Hawks de Chicago   | 2                        |   | N1                       | North Stars du Minnesota | 4                   |                     |  |    |                          |                       |                       |  |    |                            |                            |                            |
|  |                              |                          |                          |   | N1                       | North Stars du Minnesota | 4                   |                     |  |    |                          |                       |                       |  |    |                            |                            |                            |
|  |                              | N2                       | Blues de Saint-Louis     | 3 |                          |                          |                     |                     |  |    |                          |                       |                       |  |    |                            |                            |                            |
|  | N2                           | N2                       | Blues de Saint-Louis     | 3 | Blues de Saint-Louis     | 3                        |                     |                     |  |    |                          |                       |                       |  |    |                            |                            |                            |
|  | N2                           |                          |                          |   | Blues de Saint-Louis     | 3                        |                     |                     |  |    |                          |                       |                       |  |    |                            |                            |                            |
|  | N3                           | Red Wings de Détroit     | 1                        |   |                          |                          |                     |                     |  |    |                          |                       |                       |  |    |                            |                            |                            |
|  | N3                           | Red Wings de Détroit     | 1                        |   |                          |                          |                     |                     |  | N1 | North Stars du Minnesota | 0                     |                       |  |    |                            |                            |                            |
|  | Association Campbell         |                          |                          |   |                          |                          |                     |                     |  | N1 | North Stars du Minnesota | 0                     |                       |  |    |                            |                            |                            |
|  |                              | S1                       | Oilers d'Edmonton        | 4 |                          |                          |                     |                     |  |    |                          |                       |                       |  |    |                            |                            |                            |
|  | S1                           | S1                       | Oilers d'Edmonton        | 4 | Oilers d'Edmonton        | 3                        |                     |                     |  |    |                          |                       |                       |  |    |                            |                            |                            |
|  | S1                           |                          |                          |   | Oilers d'Edmonton        | 3                        |                     |                     |  |    |                          |                       |                       |  |    |                            |                            |                            |
|  | S4                           | Jets de Winnipeg         | 1                        |   |                          |                          |                     |                     |  |    |                          |                       |                       |  |    |                            |                            |                            |
|  | S4                           | Jets de Winnipeg         | 1                        |   | S1                       | Oilers d'Edmonton        | 4                   |                     |  |    |                          |                       |                       |  |    |                            |                            |                            |
|  |                              |                          |                          |   | S1                       | Oilers d'Edmonton        | 4                   |                     |  |    |                          |                       |                       |  |    |                            |                            |                            |
|  |                              | S2                       | Flames de Calgary        | 3 |                          |                          |                     |                     |  |    |                          |                       |                       |  |    |                            |                            |                            |
|  | S2                           | S2                       | Flames de Calgary        | 3 | Flames de Calgary        | 3                        |                     |                     |  |    |                          |                       |                       |  |    |                            |                            |                            |
|  | S2                           |                          |                          |   | Flames de Calgary        | 3                        |                     |                     |  |    |                          |                       |                       |  |    |                            |                            |                            |
|  | S3                           | Canucks de Vancouver     | 1                        |   |                          |                          |                     |                     |  |    |                          |                       |                       |  |    |                            |                            |                            |

### Finale de la Coupe Stanley
|  | Islanders de New York | 0-1 | Oilers d'Edmonton |  |

|  | Islanders de New York | 6-1 | Oilers d'Edmonton |  |

|  | Oilers d'Edmonton | 7-2 | Islanders de New York |  |

|  | Oilers d'Edmonton | 7-2 | Islanders de New York |  |

|  | Oilers d'Edmonton | 5-2 | Islanders de New York |  |

Edmonton gagne la série 4 matchs à 1 et la Coupe Stanley mettant fin ainsi à la domination des Islanders de New York vainqueurs des quatre dernières éditions. Mark Messier remporte le trophée Conn-Smythe.

## Récompenses

### Trophées
| Trophée                      | Vainqueur                                 | Équipe                                    |
| ---------------------------- | ----------------------------------------- | ----------------------------------------- |
| Trophée Calder               | Tom Barrasso                              | Sabres de Buffalo                         |
| Trophée Lester-B.-Pearson    | Wayne Gretzky                             | Oilers d'Edmonton                         |
| Trophée Art-Ross             | Wayne Gretzky                             | Oilers d'Edmonton                         |
| Trophée Hart                 | Wayne Gretzky                             | Oilers d'Edmonton                         |
| Trophée Conn-Smythe          | Mark Messier                              | Oilers d'Edmonton                         |
| Trophée Bill-Masterton       | Brad Park                                 | Red Wings de Détroit                      |
| Trophée Frank-J.-Selke       | Doug Jarvis                               | Capitals de Washington                    |
| Trophée Jack-Adams           | Bryan Murray                              | Capitals de Washington                    |
| Trophée James-Norris         | Rod Langway                               | Capitals de Washington                    |
| Trophée Lady Byng            | Mike Bossy                                | Islanders de New York                     |
| Trophée Lester-Patrick       | John A. Ziegler, Jr. et Arthur Howie Ross | John A. Ziegler, Jr. et Arthur Howie Ross |
| Trophée Vézina               | Tom Barrasso                              | Sabres de Buffalo                         |
| Trophée William-M.-Jennings  | Al Jensen Pat Riggin                      | Capitals de Washington                    |
| Trophée plus-moins de la LNH | Wayne Gretzky                             | Oilers d'Edmonton                         |

| Trophée                      | Équipe                |
| ---------------------------- | --------------------- |
| Trophée Clarence-S.-Campbell | Oilers d'Edmonton     |
| Trophée Prince de Galles     | Islanders de New York |
| Coupe Stanley                | Oilers d'Edmonton     |

### Équipes d'étoiles

#### Première et deuxième équipe
| Position       | Première équipe | Première équipe        | Deuxième équipe | Deuxième équipe        |
| Position       | Joueur          | Équipe                 | Joueur          | Équipe                 |
| -------------- | --------------- | ---------------------- | --------------- | ---------------------- |
| Gardien de but | Tom Barrasso    | Sabres de Buffalo      | Pat Riggin      | Capitals de Washington |
| Défenseur      | Raymond Bourque | Bruins de Boston       | Paul Coffey     | Oilers d'Edmonton      |
| Défenseur      | Rod Langway     | Capitals de Washington | Denis Potvin    | Islanders de New York  |
| Ailier gauche  | Michel Goulet   | Nordiques de Québec    | Mark Messier    | Oilers d'Edmonton      |
| Centre         | Wayne Gretzky   | Oilers d'Edmonton      | Bryan Trottier  | Islanders de New York  |
| Ailier droit   | Mike Bossy      | Islanders de New York  | Jari Kurri      | Oilers d'Edmonton      |

#### Équipe des recrues
| Position       | Joueur          | Équipe                 |
| -------------- | --------------- | ---------------------- |
| Gardien de but | Tom Barrasso    | Sabres de Buffalo      |
| Défenseur      | Thomas Eriksson | Flyers de Philadelphie |
| Défenseur      | Jamie Macoun    | Flames de Calgary      |
| Attaquant      | Håkan Loob      | Flames de Calgary      |
| Attaquant      | Sylvain Turgeon | Whalers de Hartford    |
| Attaquant      | Steve Yzerman   | Red Wings de Détroit   |